# Heart Made Up on You (singolo)
Heart Made Up on You  è una canzone del gruppo musicale pop-rock e alternative rock statunitense R5, contenuta nel terzo EP omonimo del gruppo, Heart Made Up on You. È stata estratta come singolo il 22 luglio 2014 nei formati fisico e download digitale.

## Composizione
In un'intervista a MTV, il gruppo ha parlato della canzone. Ross Lynch ha affermato che "si tratta di una sorta di naturale evoluzione degli R5 e vogliamo lasciare che tutto accada naturalmente. Per quanto riguarda il tema trattato, stiamo davvero andando verso qualcosa di nuovo.

## Accoglienza
Heart Made Up on You ha ricevuto recensioni generalmente positive sia dai fan sia dalla critica. Vivian Pham di Pop Dust ha affermato che la canzone è positivamente differente dai singoli precedenti del gruppo e mescola la musica rock ed elettronica. Ha inoltre aggiunto che il brano è coinvolgente. Rachel Ho di Musichel ha dichiarato che la canzone "riesce a catturare il cuore degli amanti della musica dance-pop". Inoltre è stata elogiata la voce di Ross Lynch, il cantante del gruppo: "sicuramente è divenuta più forte e matura, un notevole miglioramento dai precedenti lavori del gruppo".

## Video musicale
Il 5 agosto viene pubblicato sul canale YouTube e sul sito del gruppo il video musicale ufficiale del brano. Il video inizia mostrando i membri della band in un ristorante mentre parlano con un ladro con il quale hanno un debito. Egli vuole che il gruppo distragga la cittadina mentre lui e una ragazza, probabilmente la fidanzata di Ross Lynch, rapinano una gioielleria. Mentre avviene ciò la ragazza dovrebbe sorvegliare la guardia, ma dopo essersi accorta di avere le chiavi dell'auto del ladro fugge, lasciando che la guardia scopra il suo capo. Durante lo scontro con la guardia, il ladro scaraventa quest'ultima sulla vetrina, rompendola e fermando l'esibizione degli R5. Dopo aver distratto due poliziotti che si trovavano sul luogo, il ladro insegue Ross e la ragazza, che fuggono con l'auto in una strada isolata e con la borsa dei gioielli rubati. Una volta fermati la ragazza bacia Lynch, ma solo per distrarlo, infatti lo ammanetta al volante e dopo aver gettato le chiavi, si allontana con i gioielli rubati.

## Classifiche
| Classifica (2014)                          | Posizione |
| ------------------------------------------ | --------- |
| Indonesia (ASIRI)                          | 9         |
| US Billboard Twitter Top Track (Billboard) | 49        |